# Luigi Rovelli (pilota)
Luigi Rovelli (Rodi Garganico, 25 aprile 1915 – Alessandria d'Egitto, 28 dicembre 1941) è stato un ufficiale e aviatore italiano, decorato con la medaglia d'oro al valore militare durante il corso della seconda guerra mondiale.

## Biografia

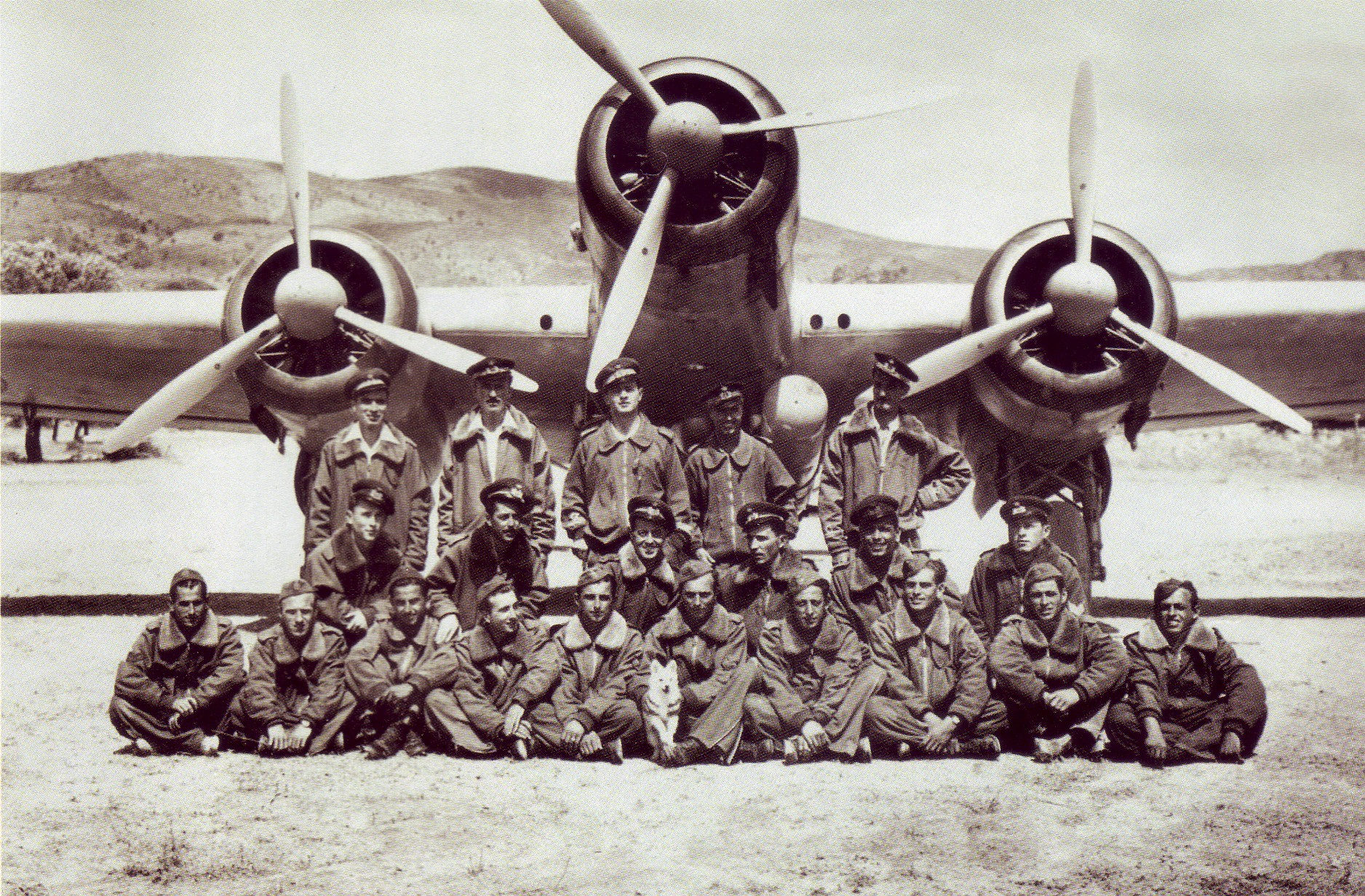
La 281ª Squadriglia sull'aeroporto di Gadurrà nel giugno 1941. Carlo Emanuele Buscaglia è in piedi al centro.

Nacque a Rodi Garganico, provincia di Foggia, il 25 aprile 1915. Conseguito il diploma di perito industriale radiotecnico presso l'Istituto industriale Delpiano di Torino nel 1936 si arruolò volontario nella Regia Aeronautica. Conseguì il brevetto di pilota d'aeroplano e poi iniziò a frequentare la Regia Accademia Aeronautica di Caserta, Corso Sparviero, da cui uscì nel maggio 1940 con il grado di sottotenente in servizio permanente effettivo. Il mese successivo il Regno d'Italia entrò in guerra contro la Francia e la Gran Bretagna. Nel mese di settembre fu assegnato in servizio al 14º Stormo Bombardamento Terrestre con il quale partì per la Cirenaica.  In Africa Settentrionale Italiana partecipò a numerose missioni di combattimento e ricognizione contro le forze britanniche, venendo promosso tenente nel febbraio 1941. Partecipò a missioni sulla Grecia e sul Mediterraneo orientale, e nell'agosto dello stesso anno chiese, ed ottenne, il passaggio alla specialità aerosiluranti, assegnato alla 281ª Squadriglia Autonoma.
Il 13 ottobre 1941, durante la prima battaglia della Sirte, insieme ai piloti Graziani, Faggioni e Cimicchi, portò gli aerei della 281ª Squadriglia al siluramento della corazzata Queen Elizabeth, poche miglia dal porto di Alessandria. Il 17 dicembre la squadriglia perse in azione Aldo Forzinetti. Cadde in combattimento su Alessandria d'Egitto il 28 dicembre 1941, e per il coraggio dimostrato in questo frangente venne decorato con la Medaglia d'oro al valor militare alla memoria, massima onorificenza italiana..
L'aeroporto di Amendola, presso Foggia, è stato intitolato in onore di Luigi Rovelli. A Rodi Garganico, sua città natale, un istituto scolastico comprensivo ed una delle piazze principali portano il suo nome, mentre a Foggia, Manfredonia, San Nicandro Garganico ed in altre cittadine della Capitanata vi sono vie intitolate alla "M.O.V.M Ten. Luigi Rovelli".

### Annotazioni
1. ↑  Decorato anch'egli con la Medaglia d'oro al valor militare alla memoria.

### Fonti
1. 1 2  Ufficio Storico dell'Aeronautica Militare 1969, p. 252.
2. 1 2 3 4  Combattenti Liberazione.
3. ↑  Immagini e dati anagrafici del Ten. Pil. Luigi Rovelli.
4. ↑  Presidenza della Repubblica Italiana, Tenente in s.p.e. (A.A.r.n., Pilota) Luigi Rovelli, Medaglia d'oro al valor militare: Dettaglio decorato.
5. ↑  Bollettino Ufficiale 1942, disp.32, pag.1032 e disp.42, pag.2274.
6. ↑  Alberto Mangano, Storie di soldati foggiani Archiviato il 16 ottobre 2010 in Internet Archive., su manganofoggia.it.
7. ↑  Gruppo Modellistico Ricerche Storiche - Foggia, Elenco decorati della II Guerra mondiale nella Provincia di Foggia.